# Louis Bordèse
Louis Bordèse, né Luigi Bordese le 16 décembre 1809 à Naples et mort le 17 mars 1886 à Paris, est un compositeur et professeur de chant français d'origine italienne.